# Deutsches Altstädter Gymnasium
Das Deutsche Altstädter Gymnasium (offiziell Staats-Gymnasium mit deutscher Unterrichtssprache in Prag-Altstadt ) war von 1872 bis 1919 ein Gymnasium in der Prager Altstadt.

## Geschichte
1872 wurde das Deutsche Staats-Realgymnasium in Prag Kleinseite gegründet. Im ersten Schuljahr wurden 69 Schüler zugelassen, so dass zwei Parallelklassen gebildet werden mussten. 1874 erfolgte der Umzug in die Räume des Lehrerinnenseminars in der Altstadt. 1879 wurde es in ein Gymnasium umgewandelt. 1883 befand es sich am Franzensquai/Františkovo nábřeží 8, seit den frühen 1890er Jahren im Hinterhaus des Kinsky-Palais am Altstädter Markt, in den beiden oberen Stockwerken. 1911 wurde es wieder zu einem Realgymnasium herabgestuft (ohne obligatorische alte Sprachen Latein und Griechisch).
Nach der Gründung der Tschechoslowakei wurde es 1919 Deutsches Staats-Realgymnasium in Prag-Altstadt umbenannt und zog später um. Seit 1924 hieß I. Deutsches Staats-Realgymnasium in Prag II.

## Strukturen

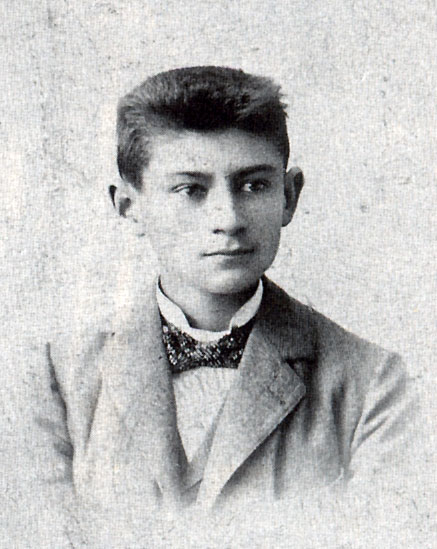
Franz Kafka, um 1898

Die Unterrichtssprache war Deutsch. Die meisten Schüler kamen aus deutschsprachigen Familien, oft von Beamten oder mittleren Selbstständigen, die überwiegende Mehrheit Juden (1893 30 von 39).
Das Gymnasium war aber offiziell österreichisch-monarchistisch ausgerichtet.
Die Unterrichtsfächer waren katholische, evangelische oder jüdische Religion, Deutsch, Latein und Griechisch, Geographie und Geschichte, Mathematik, Physik, Naturgeschichte und Philosophie. Wahlfächer waren Gesang, Zeichnen, Turnen, sowie tschechische und französische Sprache.
Das Altstädter Gymnasium galt als strengstes der deutschsprachigen Gymnasien in Prag. Der Unterricht stellte hohe Anforderungen an die Schüler, die bei Franz Kafka als starker psychischer Druck mit kontinuierlichen Unvollkommenheitsängsten empfunden wurde und in den Gerichtsszenen mehrerer seiner Werke einen intensiven literarischen Ausdruck fanden.

## Persönlichkeiten
Schüler
Der bekannteste Schüler war Franz Kafka (1893–1901), in seiner Klasse waren Hugo Bergmann, Oskar Pollak, Paul Kisch (der Bruder von Egon Erwin Kisch), Emil Utitz und Ewald Felix Příbram, in einer anderen zu dieser Zeit Felix Weltsch. Aus deren Schulzeit gibt es einige detaillierte Erinnerungen.
Weitere Schüler waren Ernst Deutsch (?), František R. Kraus, Friedrich Bach und Wolfgang Josef Pauli.
Lehrer
Der Klassenlehrer (Ordinarius) von Kafka war Dr. phil. Emil Gschwindt, der mit seinem Philosophieunterricht Einfluss auf das Weltbild seiner Schüler nahm.
Josef Jungmann war Lehrer der tschechischen Sprache.